# Parque de Santa Lucía

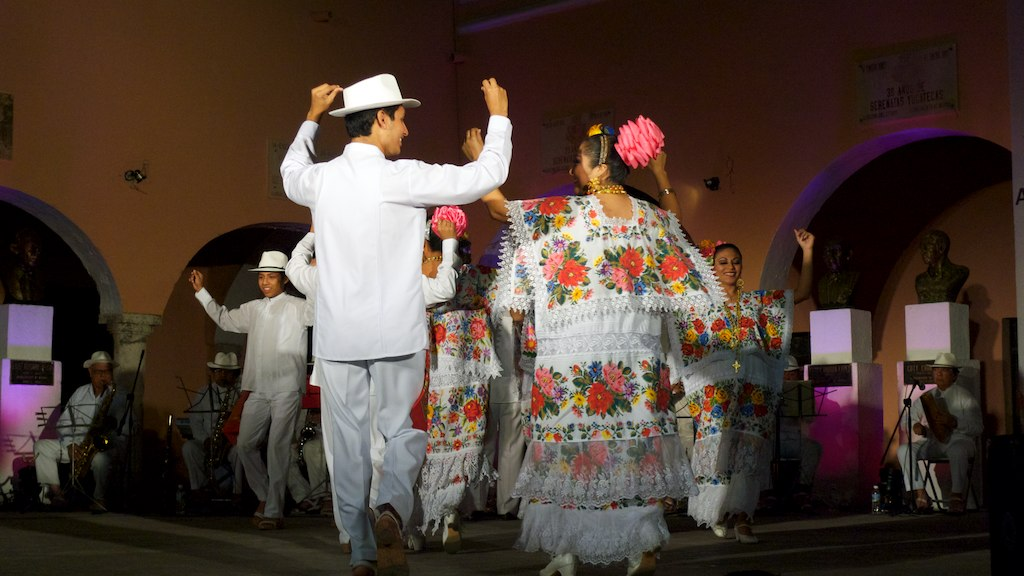
La Jarana yucateca con la arquería de la plaza de Santa Lucía al fondo.

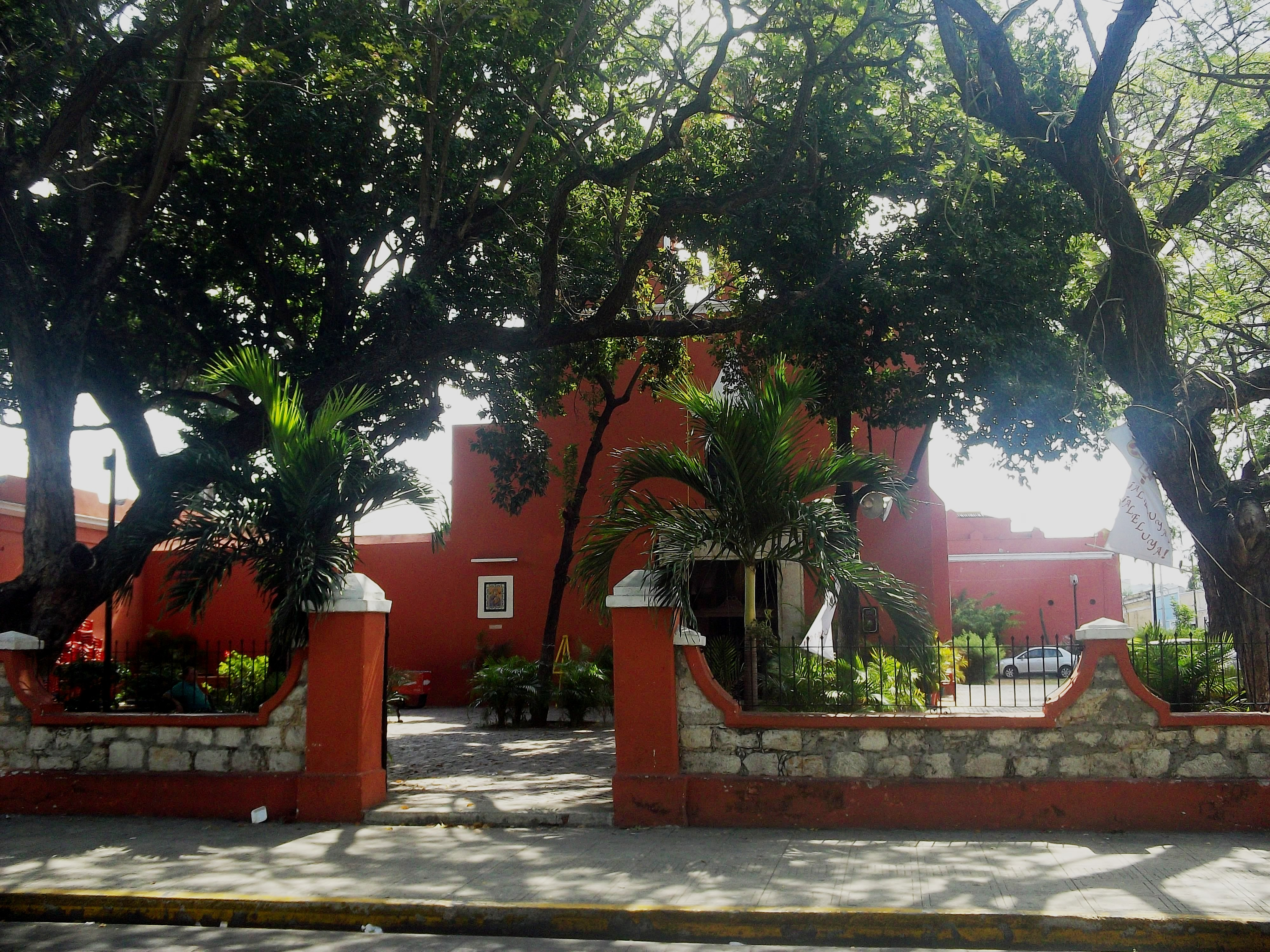
Iglesia de Santa Lucía.

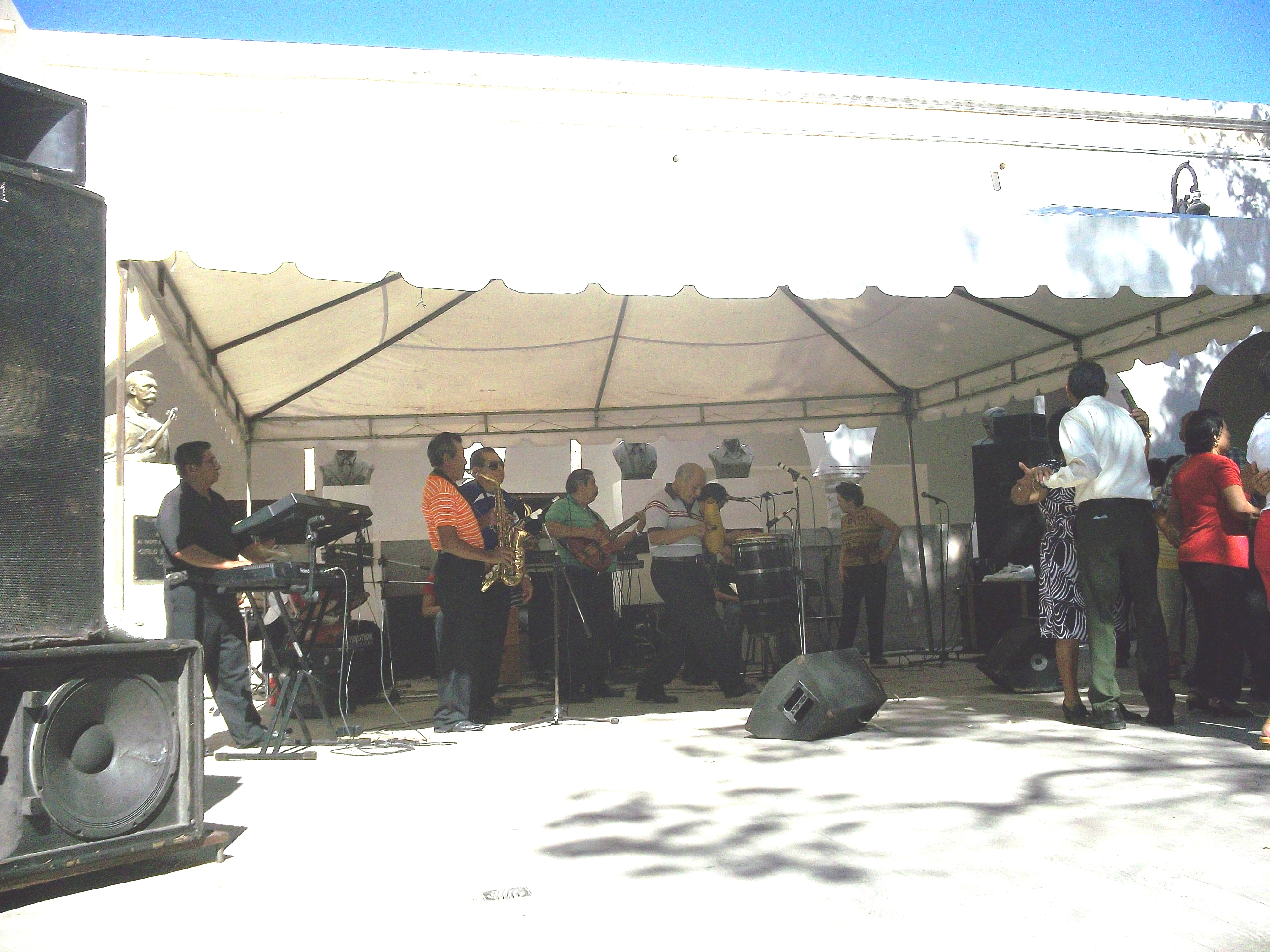
Grupo musical amenizando un baile popular en la plaza de Santa Lucía en Mérida.

El parque de Santa Lucía en Mérida, México es una plaza ubicada en el centro histórico de la ciudad capital del estado de Yucatán. Junto con la plaza principal o plaza grande de Mérida, es la más antigua de la ciudad, datando su establecimiento desde la fundación misma de la ciudad en 1542. Está ubicada en el cruzamiento de las calles 60 y 55, tres calles al norte de la Catedral de Yucatán. 

## Datos históricos
En 1542, cuando se hizo el trazo inicial de lo que sería la ciudad de Mérida por los conquistadores que la fundaron, se dejó un espacio tres cuadras al norte de la plaza principal que sirviera de plazuela dentro de un área que fue destinada para los negros y mulatos que fueran traídos por los españoles para su servicio.
El conquistador y encomendero Pedro García decidió construir pocos años después, en el lado oriental de la plaza, del otro lado de la actual calle 60, una ermita cuya construcción se concluyó en 1575, poniéndosele el nombre de Santa Lucía, para dar servicio religioso a los habitantes del barrio. Se aprovechó además, la parte sur del atrio de la pequeña iglesia, para que sirviera de cementerio. Este camposanto funcionó como tal hasta el año de 1821. A la iglesia se le fueron haciendo mejoras y ampliándose, hasta alcanzar su dimensión actual hacia el año de 1760. En la actualidad tiene una entrada rectangular enmarcada en cantera, vitral y espadaña.
El año de 1804 el gobernador Benito Pérez Valdelomar transformó en una plaza vistosa y agradable el lugar que para entonces se hallaba convertida en un muladar. Ya en el siglo XX el parque se dedicó a honrar a todos los músicos y compositores de la trova yucateca. 
Desde el año 1965, cada jueves, impulsadas al principio por Luis Pérez Sabido, el rincón del parque colonial se transforma en un escenario para las ya tradicionales serenatas yucatecas. Ahí, tal día de todas las semanas del año, conocidos tríos de trovadores, la Orquesta Típica Yucalpetén y grupos de jaraneros interpretan las melodías y los bailables vernáculos más populares.